# 1959 في الأردن
فيما يلي قوائم الأحداث التي وقعت خلال عام 1959 في الأردن.